# Walckenaeria quarta
Walckenaeria quarta är en spindelart som beskrevs av Jörg Wunderlich 1972. Walckenaeria quarta ingår i släktet Walckenaeria och familjen täckvävarspindlar.
Artens utbredningsområde är Tyskland. Inga underarter finns listade i Catalogue of Life.